# Tertiärverpackung
Tertiärverpackungen werden in produzierenden Unternehmen nach Primärverpackungen (Verbrauchseinheit) und Sekundärverpackungen (Sammelverpackung; Gruppierung von mehreren Primärverpackungen) eingesetzt. Sie kommen an dritten Stelle und somit in der letzten Station von Verpackungslinien zum Einsatz (tertiär = die dritte Stelle in einer Reihe einnehmend / drittrangig). Hierbei werden mittels Tertiärverpackungen die Produkte, zumeist auf einer Palette, zu einer Lager- bzw. Ladungseinheit zusammengefasst. Die primären Aufgaben von Tertiärverpackungen sind zum einen, die Produkte vor äußeren Einflüssen zu schützen, und zum anderen einen sicheren Transport zu gewährleisten.

## Materialien
Die am häufigsten eingesetzten Verpackungsmittel bei Tertiärverpackungen sind Stretchfolien. Man unterscheidet im Wesentlichen zwischen Hand- und Maschinenstretchfolien. Bei beiden Typen ist die Funktionsweise gleich, hierbei wird die Folie an das zu verpackende Produkt angelegt und eine Anlegespannung mittels Zugkraft erzeugt. Beim Erzeugen der Zugkraft wird die Folie in die Länge gezogen, einige sogenannte High-Tech-Stretchfolien ermöglichen eine Dehnung auf bis zu 450 % (1 Meter > 4,5 Meter). Mit dieser gedehnten Folie wird das Produkt mehrmals umwickelt, hierbei ist die Anzahl der Umwicklungen von verschiedenen Faktoren abhängig, wie zum Beispiel dem Produkt, der Packhöhe, des Gesamtgewichts des Packguts.
Nachdem das Packgut mit der Folie umwickelt wurde, versucht die Folie wieder in ihre ursprüngliche ungedehnte Form zurückzukehren. Dem setzten sich die sogenannten „Van-der-Waals-Kräfte“ entgegen. Diese Kräfte treten auf, wenn Kunststoffmoleküle anderen Teilchen nahe genug kommen und dann Atome äußerst kurzlebige Dipole bilden. Das führt dazu, dass die Folienschichten aufeinander haften bleiben – vergleichbar mit einer Frischhaltefolie, die im Haushalt verwendet wird. Die Kombination aus der Wirkung von dauerhafter Zugkraft und der Van-der-Waals-Kräfte führt zu einer sogenannten Versteifung des Packguts, welche das Verrutschen der einzelnen Lagen und Elemente verhindert.
Die Handstretchfolien werden zumeist mit einem Abroller an das Packgut angebracht. Hierbei muss ein Mitarbeiter mit der Folie das Packgut entsprechend oft umwickeln, um die gewünschte Versteifung für den Transport zu erreichen.
Maschinenstretchfolien werden mit Wickelautomaten an das Packgut angebracht. Hierbei unterscheidet man zwischen Halb- und Vollautomaten. Bei den Halbautomaten muss das zu verpackende Produkt zum Beispiel mittels eines Hubwagens zum Automaten transportiert werden. Bei den Vollautomaten ist die Verpackungsstation vollkommen automatisiert in die Produktionskette integriert und somit ist ein manueller An- und Abtransport nicht notwendig.
Die Funktionsweise beim eigentlichen Verpacken ist bei beiden Automaten gleich. Hierbei wird die Folie mit einer zuvor individuell festgelegten Programmierung automatisch an das Packgut angebracht. Bei der Programmierung müssen verschiedene Parameter festgelegt werden, die prozentuale Vordehnung der Folie, die Packhöhe, die Anzahl der Umwicklungen in den Bereichen Oben-Mitte-Unten usw.
Bei schweren Produkten und formstabilen Sekundärverpackungen wie Flaschenkästen kommen häufig PET-Umreifungsbänder zum Einsatz. Es gibt unzählige Varianten dieser Bänder, die sich hauptsächlich in der Bandbreite und Traglast unterschieden und dem jeweiligen Packgut entsprechend ausgewählt, bzw. eingesetzt werden müssen.
Zumeist werden die Umreifungsbänder manuell mit einem Umreifungsgerät oder maschinell mittels Umreifungsmaschinen fixiert. Hierbei wird zunächst eine Zugkraft auf das Band ausgeübt, um anschließend die beiden Enden durch Hitze miteinander zu verschweißen.
Bei Sekundärverpackungen, welche keine hohe Formstabilität aufweisen können, wird oftmals ein zusätzlicher Kantenschutz aus Kartonage eingesetzt. Hiermit soll die auf das Produkt einwirkende Zugkraft verteilt und das Eindrücken der Verpackung verhindert werden.
Bei sehr schweren Gütern ohne Sekundärverpackung, wie zum Beispiel Metallrohre, werden oftmals Umreifungsbänder aus Stahl eingesetzt. Hierbei werden die beiden Enden miteinander verschweißt oder mit einem Umreifungsgerät für Stahl werden die beiden Enden mittels Druckes verzahnt.
Einige Unternehmen, zumeist Handelsketten mit regionalen Niederlassungen, verwenden für die Belieferung ihrer Filialen mit vorkommissionierter Ware: Gitter-Rollbehälter, Transportwagen, Roll- oder Kühlcontainer, die dann als Tertiärverpackung dienen. Diese pendeln dann stetig zwischen den Warenlagern und den Filialen. Da es zu diesen Transportbehältern aber noch keine einheitliche Normung gibt, wie zum Beispiel bei den EURO-Platten, besteht zurzeit nur die Möglichkeit zum innerbetrieblichen Einsatz. Ein einfacher Austausch von beladenen Paletten gegen leere Paletten, bei der Warenanlieferung oder eine Pfandregelung wie bei den EURO-Platten ist zurzeit nicht möglich, bzw. wird nicht praktiziert. Zumeist werden die Gitter-Rollbehälter nochmals mit Stretchfolie umwickelt, um einen sicheren Transport zu gewährleisten.

## Ladungssicherung
Eine wesentliche Aufgabe von Tertiärverpackung ist, die Ladungssicherung um somit einen reibungslosen sowie sicheren Transport zu gewährleisten. Geregelt ist das seit 2018 durch die EU-Richtlinie 2014/47 („Directive of Road Worthiness“) und § 22 StVO (Ladung). Hierbei sind der Transporteur, der Lkw-Lenker sowie auch gleichberechtigt der Verlader nachweispflichtig, dass die eingesetzte Tertiärverpackung alle Anforderung erfüllt. Um dieser Nachweispflicht nachzukommen, ist für Unternehmen eine Zertifizierung ihrer Packgüter notwendig.

Palette mit permanenten Deformationen geringer als 5 %
Palette mit elastischen Deformationen geringer als 10 %
Palette mit Verschiebung der einzelnen Lagen geringer als  2 %
Palette mit 27°-Kipptest

Zur Zertifizierung werden im Wesentlichen überprüft, dass eine permanente Deformation unter 5 % liegt, sowie die elastischen Deformationen unter 10 % liegen. Zudem muss gewährleistet sein, dass eine Verschiebung von einzelnen Lagen unter 2 % liegen (vertical Gap). Hierbei wird zum Beispiel eine EURO-Palette horizontalen Trägheitskräften ausgesetzt und zusätzlich ein 27°-Kipptest durchgeführt, in beiden Fällen darf es auch innerhalb der vorgegebenen Toleranzen zu keinerlei Produktbeschädigung kommen.

## Umwelt- und Klimaschutz
Gerade die Stretchfolien sind unter dem Aspekt von Umwelt- und Klimaschutz als sehr problematisch einzustufen. 2017 fielen in Deutschland insgesamt 18,7 Millionen Tonnen Verpackungsmüll an, im Durchschnitt 226,5 Kilogramm je Einwohner. Knapp die Hälfte davon ging auf das Konto der privaten Verbraucher. Somit haben Tertiärverpackungen, die in der Industrie für die Lagerung und den Transport benötigt werden, einen Anteil von ca. 50 %. Ein sicherer Transport und die Lagerung von Waren, in der Vielzahl wie sie heute tagtäglich weltweit praktiziert wird, dürfte ohne diese Folien jedoch auch in Zukunft nicht möglich sein.
Das hierzu ein enormer Handlungsbedarf besteht, haben auch die Folienproduzenten verstanden. Der Trend geht immer weiter zu der Entwicklung High-Tech-Stretchfolien über, die bei geringerem Materialeinsatz ein größeres Leistungsspektrum bieten. Zudem gibt es mittlerweile auch Stretchfolien mit einem Anteil aus recyceltem Kunststoff. Da für die Produktion von High-Tech-Stretchfolien sortenreine Rohstoffe benötigt werden und eine gleichbleibende Qualität unabdingbar (siehe oben Ladungssicherung), ist eine Produktion aus zu 100 % recyceltem Kunststoff zurzeit noch als problematisch einzustufen.
In den letzten Jahren haben auch einige Unternehmen diese Problematik erkannt und sind als unabhängige Verpackungsoptimierer tätig. Der Grundgedanke der Verpackungsoptimierung lautet „geringerer Einsatz von Verpackungsmaterialien = weniger Plastikmüll = weniger CO2-Emissionen = maximale Kosteneinsparung“. Wenn man den Aspekt der Kosteneinsparungen für Unternehmen betrachtet, erscheint es unverständlich, weshalb nicht alle Unternehmen ihrer gesellschaftlichen Verantwortung nachkommen und Plastikmüll sowie CO2-Emissionen vermeiden. Zumal durch den geringeren Verbrauch von Stretchfolie die Beschaffungskosten für ihre Produktion gesenkt werden können.